# Bosque nacional Talladega
El bosque nacional Talladega es un bosque nacional de los Estados Unidos, localizado en el estado de Alabama y cubre 1588 km² en el extremo sur de las montañas Apalaches. Antes de que el gobierno federal la adquiriera en la década de 1930, la zona que compone Talladega fue objeto de una intensa explotación forestal y representaba uno de los páramos más erosionados y maltratados de todo Alabama. El rebrote del bosque de pinos alberga ahora un ecosistema diverso.

## El bosque
El bosque tiene su sede en Montgomery, al igual que los cuatro bosques nacionales de Alabama. Los otros bosques nacionales en el estado son Conecuh, Tuskegee, y William B. Bankhead. El bosque nacional Talladega está físicamente separado en dos zonas, y se divide en tres distritos Ranger. El bosque cubre partes de once condados en Alabama. En orden descendente de la superficie forestal de la tierra son: Cleburne, Clay, Bibb, Talladega, Perry, Hale, Calhoun, Chilton, Tuscaloosa, Cherokee, y los condados de Dallas.